# Sidney von Wöhrmann
Sidney Freiherr von Wöhrmann (* 4. August 1862 in Dubbeln/Dubulti (Jūrmala), Livland; † 12. Juni 1939 in Riga) war ein deutscher Zoologe (Malakologe) und Paläontologe.

## Leben
Sidney von Wöhrmann stammte aus dem baltischen Adelsgeschlecht Wöhrmann, seine Mutter Emma von Wöhrmann, geb. von Budberg (1839–1881) war eine Bekannte der Familie von Friedrich Nietzsche in Naumburg und Sidney von Wöhrmann wohnte bei der Mutter von Nietzsche in Pension, als er in Naumburg mit seinem Bruder Johannes (* 1863, später Kirchspielrichter in Lemsal/Limbaži) die Landesschule Pforta besuchte. 1882/83 studierte er Jura an der Kaiserlichen Universität Dorpat, wechselte aber danach 1883 bis 1887 an der Ludwig-Maximilians-Universität München zum Studium der Naturwissenschaften, insbesondere der Zoologie und Paläontologie bei Karl Alfred von Zittel, bei dem er 1887 promoviert wurde. Die Dissertation (Die Fauna der sogenannten Cardita- und Raibler Schichten in den Nordtiroler und bayerischen Alpen) erschien 1889 in Wien.
Später ging er wieder nach Kurland. Als er in den Wirren bei und nach Ende des Ersten Weltkriegs von dort vertrieben wurde, übernahm er 1920 Gut Stockelsdorf (mit dem Herrenhaus Stockelsdorf), das er von einer weitläufigen Verwandten Sarah Blohm erbte.
Er benannte 1893 die fossile Muschel-Überfamilie Ctenodontoidea in der Ordnung Nuculida.

## Schriften
- Ueber die systematische Stellung der Trigoniden und die Abstammung der Nayaden. In: Jahrbuch der k.k. Geologischen Reichsanstalt, Jg. 43 (1893), S. 1–28 (zobodat.at [PDF]).
- mit Ernst Koken: Die Fauna der Raibler Schichten vom Schlernplateau. In: Zeitschrift der Deutschen geologischen Gesellschaft, Jg. 44 (1892), Heft 2, S. 165–223 (zobodat.at [PDF]).
- Alpine und ausseralpine Trias. In: Neues Jahrbuch für Mineralogie, Geologie und Palaeontologie, Jg. 1894, II. Band, S. 1–50 (zobodat.at [PDF]).